# Modo de suspensión

Símbolo de modo de suspensión estándar por IEEE 1621

El modo de suspensión es un modo de bajo consumo para dispositivos electrónicos como computadoras, televisores y dispositivos controlados a distancia. Estos modos ahorran significativamente en el consumo eléctrico en comparación con dejar un dispositivo completamente encendido y, al reanudarse, permiten al usuario evitar tener que volver a emitir instrucciones o esperar a que se reinicie una máquina. Muchos dispositivos significan este modo de alimentación con una luz de encendido LED de color rojo o pulsado.

## Ordenadores
En las computadoras, ingresar a un estado de suspensión es aproximadamente equivalente a "pausar" el estado de la máquina. Cuando se restaura, la operación continúa desde el mismo punto, con las mismas aplicaciones y archivos abiertos.
Cuando se introdujo por primera vez el modo de suspensión, no todo el hardware de la PC lo admitía correctamente, lo que podría causar problemas con los periféricos que no detectaron la transición.[cita requerida] Esto rara vez es un problema con el hardware y los sistemas operativos más nuevos.

### Nomenclatura
El modo de suspensión ha pasado por varios nombres, incluidos Stand By, Suspend y Suspend to RAM. El estado de la máquina se mantiene en la RAM y, cuando se coloca en modo de suspensión, la computadora corta la alimentación a los subsistemas innecesarios y coloca la RAM en un estado de alimentación mínima, solo lo suficiente para retener sus datos. Debido al gran ahorro de energía, la mayoría de las computadoras portátiles ingresan automáticamente a este modo cuando la computadora funciona con baterías y la tapa está cerrada. Si no se desea, el comportamiento puede modificarse en la configuración del sistema operativo.
Una computadora debe consumir algo de energía mientras duerme para poder alimentar la memoria RAM y poder responder a un evento de activación. Una PC durmiente es un caso de una máquina en modo de espera , y esto está cubierto por regulaciones en muchos países, por ejemplo, en los Estados Unidos que limitan dicho poder en virtud de la Iniciativa de un vatio , a partir de 2010. Además de presionar el botón de encendido para despertarlo, las PC también pueden responder a otros avisos de alerta, como el teclado, el mouse, la llamada telefónica entrante en un módem o la señal de red de área local.

### Hibernación
La hibernación, también llamada Suspender a disco en Linux, guarda todos los datos operativos de la computadora en el disco fijo antes de apagarla por completo. Al volver a encender la computadora, ésta se restaura a su estado anterior a la hibernación, con todos los programas y archivos abiertos y los datos no guardados intactos. En contraste con el modo de espera, el modo de hibernación guarda el estado de la computadora en el disco duro, que no requiere energía para mantener, mientras que el modo de espera guarda el estado de la computadora en la RAM, que requiere una pequeña cantidad de energía para mantener.
El modo de suspensión y la hibernación se pueden combinar: el contenido de la RAM se copia primero en un almacenamiento no volátil, como para la hibernación normal, pero luego, en lugar de apagarse, la computadora entra en el modo de suspensión. Este enfoque combina los beneficios del modo de suspensión y la hibernación: la máquina puede reanudarse instantáneamente, pero también puede apagarse completamente (por ejemplo, debido a la pérdida de energía) sin pérdida de datos, porque ya se encuentra en estado de hibernación. Este modo se denomina "suspensión híbrida" en las versiones Microsoft Windows que no son Windows XP.
Algunas computadoras portátiles Apple Macintosh admiten el modo híbrido, un hardware compatible con Microsoft Windows Vista o más reciente, así como distribuciones de Linux con kernel 3.6 o más reciente.

### ACPI
ACPI (Configuración avanzada e Interfaz de energía) es el estándar actual para la administración de energía , que reemplaza a APM (Administración avanzada de energía) y proporciona la columna vertebral para la suspensión e hibernación en las computadoras modernas. El modo de reposo corresponde al modo ACPI S3. Cuando se conecta un dispositivo que no es ACPI, a veces Windows deshabilita la funcionalidad de espera para todo el sistema operativo. Sin la funcionalidad ACPI, como se ve en hardware anterior, el modo de suspensión generalmente se limita a apagar el monitor y girar el disco duro.

## Microsoft Windows
Microsoft Windows 2000 y las versiones posteriores admiten la suspensión en el nivel del sistema operativo (estado de suspensión ACPI S4 controlado por el sistema operativo) sin los controladores especiales del fabricante del hardware. La función de suspensión y reanudación rápida de Windows Vista guarda el contenido de la memoria volátil en el disco duro antes de entrar en el modo de suspensión (también conocido como suspensión híbrida). Si se pierde la alimentación de la memoria, utilizará el disco duro para despertarse. El usuario tiene la opción de hibernar directamente si lo desea.
En versiones anteriores a Windows Vista, el modo de reposo no se utilizaba en los entornos empresariales, ya que era difícil habilitarlo en toda la organización sin recurrir al software de administración de energía de PC de terceros. Como resultado, estas versiones anteriores de Windows fueron criticadas por desperdiciar energía.
Sigue habiendo un mercado en software de administración de energía de PC de terceros para las versiones más recientes de Windows, que ofrece características más allá de las integradas en el sistema operativo. La mayoría de los productos ofrecen integración con Active Directory y la configuración por usuario/por máquina, mientras que los más avanzados ofrecen múltiples planes de energía, planes de energía programados, funciones contra el insomnio e informes de uso de energía de la empresa.

## Mac OS
Sleep on Macs con MacOS consiste en el sleep tradicional, Safe Sleep y Power Nap. En las Preferencias del sistema , el Sueño seguro se denomina reposo. Dado que Safe Sleep también permitió que se restaurara el estado en caso de un apagón, a diferencia de otros sistemas operativos, la hibernación nunca se ofreció como una opción.
En 2005, algunas Mac que ejecutaban Mac OS X v10.4 empezaron a ser compatibles con Safe Sleep. La función guarda el contenido de la memoria volátil en el disco duro del sistema cada vez que la Mac entra en el modo de Suspensión. La Mac puede activarse instantáneamente desde el modo de suspensión si no se ha perdido el poder de la RAM. Sin embargo, si se interrumpe la fuente de alimentación, como cuando se extraen las baterías sin una conexión de alimentación de CA, la Mac se reactivará de Safe Sleep en su lugar y restaurará el contenido de la memoria del disco duro.
La capacidad de suspensión segura se encuentra en los modelos Mac que comienzan con la revisión de octubre de 2005 del PowerBook G4 (SD de doble capa). También se requiere Mac OS X v10.4 o superior. Un hack habilitó la función también en Macs más antiguas que ejecutan Mac OS X v10.4.
En 2012, Apple presentó el Power Nap con OS X Mountain Lion (10.8) y algunos modelos de Mac. Power Nap permite a la Mac realizar tareas de forma silenciosa, como la sincronización de iCloud y la indexación de Spotlight. Solo se realizan tareas de bajo consumo de energía con la batería, mientras que las tareas de mayor energía se realizan con alimentación de CA

## Unicode
Debido al uso generalizado de este símbolo, se lanzó una campaña para agregar un conjunto de caracteres a Unicode. En febrero de 2015, Unicode aceptó la propuesta y los caracteres se incluyeron en el Unicode 9.0. Los caracteres se encuentran en el bloque "Caracteres técnicos misceláneos", con los puntos de código 23FB-FE.
El símbolo es ⏾ (&#x23FE;), definido como "Símbolo de apagado automático".